# Télé Liban
Télé Liban (TL) es la empresa de televisión pública de Líbano, controlada por el gobierno libanés. Actualmente gestiona un canal de televisión que emite en árabe y francés.
TL es miembro activo de la Unión Europea de Radiodifusión. El país fue uno de los 23 fundadores de la UER en 1950 gracias a Radio Liban, que actualmente forma parte de Radio Francia Internacional.

## Historia
La televisión llegó a Líbano en 1957 con la creación de una empresa privada, la Compañía Libanesa de Televisión (CLT, Compagnie Libanaise de Télévision), que comenzó sus emisiones el 28 de mayo de 1959 en el VHF con dos canales: el primero ofrecía programas en árabe libanés mientras que el segundo lo hacía en francés. Tres años después se creó Télé Orient, gracias a la cual Líbano se convirtió en 1967 en el tercer país del mundo con televisión en color (después de Francia y la Unión Soviética) mediante estándar SECAM.
La situación de la televisión nacional estuvo ligada a la inestabilidad política del país, azotado por una larga guerra civil. El 7 de julio de 1977 el gobierno libanés aprobó un decreto ley que establecía la fusión de CLT con Téle Orient para crear la empresa pública «Télé Liban» (TL), con sede en Beirut Este, en la que estado tendría el 51% de las acciones. Aunque en principio TL gozaba del monopolio, tuvo que enfrentar la aparición de competidores privados con más recursos como la LBC (1985) y la pérdida de sus transmisores durante los bombardeos de 1989.
En los últimos años, la labor de Télé Liban se ha visto afectada por los recortes presupuestarios que le han dejado en situación de inferioridad respecto a la competencia privada. Hoy en día mantiene un único canal de televisión que emite en árabe y francés.